# Cataphracte (armure)
Pour les articles homonymes, voir Cataphracte.

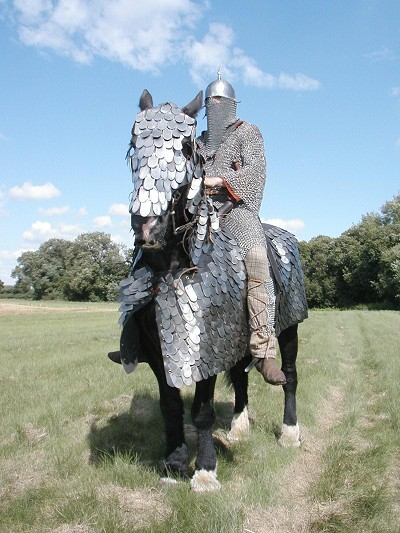
Cataphracte complète de guerrier Sassanide, avec les protections pour le cheval.

La cataphracte est une sorte de broigne à écailles, inventée et portée par les peuples nomades iranophones des steppes situées près de la mer Noire. Elles sont au moins aussi anciennes que les Scythes.
Elle équipe les cavaleries lourdes des Sarmates ou des Alains, composés de cataphractaires.
Les clibanari sont des cataphractaires protégeant leurs chevaux par des broignes identiques à leurs armures.
Elles sont à l’origine des linothorax renforcés par des écailles de bronze, et donc, indirectement, de la Lorica squamata.

## Composition
La Cataphracte, lourde armure de métal, est composée de quatre éléments principaux, un corset, des protections pour les bras et les jambes et un casque, selon les sources indo-scythes ; on ignore si ces quatre éléments sont assemblés de façon solidaire ou disjointe.

### Corset
Le Corset constitue le principal élément de l'armure; En Asie centrale, notamment à Aï-Khanoum, celui-ci est constitué de plaques rectangulaires reliées entre elles, et parfois surmontées d'un haut col, comme dans le cas des armures indo-scythes.

### Protection des bras
La protection des bras est constituée d'anneaux ajustés les uns aux autres à partir de l'épaule, formant une manche de maille.

### Jambières
Dès les premiers contacts entre les Grecs et des cataphractaires, les auteurs Grecs remarquent les protections des cavaliers ; cependant, la présence de jambières n'est pas attestée pour l'ensemble des cataphractes, les cataphractaires indo-scythes ne portant pas de jambière, mais une sorte de jupe de fer fendue leur permettant de s'assoir sur leur selle.

### Casque
Xénophon, évoquant l'armement des troupes de Cyrus, mentionne l'existence de casque protégeant la tête des soldats perses.
Ce casque couvre l'ensemble de la tête, et peut être façonné d'une seule pièce ou être composé d'écailles.

## Construction

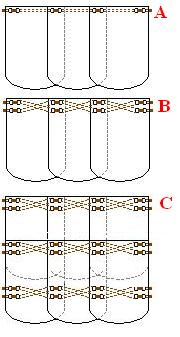
Exemple de laçage.

Les cataphractes sont constituées par des écailles de corne (Pausanias décrit en 175 comment les Sarmates découpaient des sabots de jument en écailles), bronze, fer voire de cuir. Les écailles sont lacées entre elles et fixées sur un vêtement (broigne).[réf. souhaitée]
Certains bas-relief de Doura Europos montrent des modèles avec des plaques ventrales lacées entre elles et remplaçant les écailles. De tels modèles donneraient plus une armure d’écaille qu’une broigne. De tels montages semblent cependant moins courants.[réf. souhaitée]
Cependant une véritable cuirasse d’écaille finit par être créée. Elles furent utilisées conjointement aux cottes de mailles annulaires par les Byzantins et par la suite les Turcs, Perses et Arabes.[réf. souhaitée]
Dans ce schéma, les exemples A et B donnent des broignes. L'exemple C Donne un ensemble rigide formant une armure d’écaille.
Dans tous les cas les cataphractes étaient montées sur un vêtement (tissu ou cuir). Les macles (ou mailles, c’est-à-dire les renforts rigides) pouvaient être lacées entre elles avec le support, ou l'ensemble des macles lacées pouvait être cousu sur le support.[réf. souhaitée]
Les cataphractes pouvaient couvrir les bras et être complétées par une protection des jambes. Il existait plusieurs types de protections pour les membres :[réf. souhaitée]
- des manches (de pantalon ou de veste) couvertes d'écailles. Elles pouvaient poser des problèmes de souplesse ;
- des extensions couvertes d'écailles couvrant le devant des jambes et le dessus des bras. C’était la méthode la plus simple et la plus utilisée ;
- des segments de plates emboîtés les uns dans les autres. Beaucoup plus rare, ce modèle fut peu utilisé. Des modèles identiques furent utilisés par des gladiateurs dans les arènes de Rome.